# Tipos de decks de Magic: The Gathering
A jogabilidade do jogo de cartas colecionáveis Magic: The Gathering é composta pelo baralho de cartas de cada jogador, que constitui os recursos que o jogador pode utilizar para lutar contra seus oponentes em jogo. Um número considerado de baralhos podem ser construídos utilizando mais de dez mil cartas únicas. Cada carta é projetada para ter certos pontos fortes (e às vezes pontos fracos) e, portanto, uma parte significativa do jogo é determinada por quais cartas um jogador escolhe incluir em seu baralho.
Em termos gerais, os decks (como são chamados os baralhos) podem ser classificados com base em seu estilo de jogo e estratégia para vitória. O estilo e a estratégia estão condicionados diretamente às escolhas de cartas que o jogador realiza para compor seu deck. Os desenvolvedores do jogo geralmente criam cartas explicitamente com o objetivo de incentivar e equilibrar as diversas estratégias possíveis, a fim de criar equilíbrio competitivo e diversidade de formas de jogo.
Embora os tipos de deck listados abaixo sejam específicos para Magic: The Gathering, esses conceitos também se estendem a outros jogos de cartas colecionáveis.

## Arquétipos de decks
A maioria das classificações de decks parte das quatro estratégias principais, chamadas de arquétipos: aggro (agressivo), control (controle), combo e midrange (meio termo).

### Aggro
Os decks aggro (abreviação de "agressivo") tentam reduzir seus oponentes de 20 pontos de vida para 0 pontos de vida o mais rápido possível, em vez de enfatizar um plano de jogo à longo prazo. Os decks Aggro se concentram em converter suas cartas em dano direto; eles preferem entrar em uma corrida contra o tempo, em vez de uma guerra baseada na vantagem de cartas. Decks Aggro geralmente depende de criaturas como sua fonte primária de dano. Seu objetivo é dominar rapidamente oponentes despreparados e eliminá-los com o último dano de que precisam para vencer o jogo. Os decks Aggro geralmente também têm acesso a elementos disruptivos, inibindo as tentativas de resposta do oponente à agressividade.
- Exemplo de cartas: Leões da Savana, Florescência Amarga, Raio, Elefante Desgarrado[5], Incinerar.[1]
- Exemplo de decks:
  - White Weenie, que usa criaturas de baixo custo e com grande eficiência, como Leões da Savana, Zagaieiros Icatianos e Mãe das Runas.[6]
  - Affinity (Afinidade), que usa a mecânica de afinidade de cartas e um grande número de cards artefatos para jogar feitiços rapidamente, como Conjurado por Pensamento e Batracóide, ao mesmo tempo em que causa dano indireto usando a combinação de Discípulo da Câmara e Devastador Arconexo.[7]
  - Zoo (Zoológico), que usa criaturas de baixo custo e alta potência, como Tarmogoyf e Nacatl Selvagem, para matar o oponente rapidamente.[8]
  - Sligh (Ligeiro), que utiliza a mana da forma mais eficiente possível para matar o oponente rapidamente, usando cartas de baixo custo como Filhote de Chacal e Raio.[9]
  - Suicide Black (Suicídio Preto), que barganha eficiência e perigo, custando pontos de vida. Utiliza cartas como Capturar Pensamento, Confidente Sombrio, Tutor Sinistro e Florescência Amarga. Este deck resume a ética da cor preta dentro do jogo- vencer a todo custo - e trata até mesmo os pontos de vida como um recurso dispensável.[10][11][12]

### Control
Os decks de controle evitam corridas aceleradas e, para tanto, tentam desacelerar o jogo executando um plano de desgastar os recursos do oponente. Conforme o jogo avança, os decks de controle são capazes de tirar vantagem de suas cartas mais caras e mais poderosas, desvalorizando as jogadas do oponente. A principal força dos decks de controle é a capacidade de desvalorizar as cartas do oponente. Eles fazem isso de quatro maneiras:
1. Utilizando cartas de baixo custo para neutralizar ameaças. Dada a oportunidade, os decks de controle podem ganhar vantagem em cartas respondendo a várias ameaças com um feitiço ("limpando" / "exterminando" o tabuleiro), neutralizando ameaças de altos custos com feitiços mais baratos e comprando várias cartas ou forçando o oponente a descartar várias cartas apenas com um feitiço.
2. Não abrindo espaço para ser neutralizado. Ao ser pouco proativo, os decks de controle ganham vantagem de quantidade de cartas na mão, reduzindo a utilidade das cartas de neutralização do oponente.
3. Interrompendo sinergias entre as cartas do oponente. Mesmo que os deck de controle possa não lidar com todas as ameaças diretamente, eles podem isolar cartas que, por si, não apresentam perigo imediato; por exemplo, um encantamento que fortifica às criaturas inimigas nunca precisará de atenção se todas as criaturas inimigas forem inutilizadas rapidamente.
4. Arrastando o jogo para além dos ponto altos da estratégia adversária. As cartas mais rápidas e eficientes de um oponente se tornarão menos eficazes com o passar dos turnos.

- Exemplo de cartas: Força de Vontade, Coagir, Cólera de Deus, Ato Pernicioso, Vácuo.
- Exemplo de decks:
  - Tezzeret Control (Controle de Tezzeret), que controla o jogo usando contrafeitiços, como Mana Drain, cria vantagem em cartas com Confidente Sombrio e termina o jogo usando Tezzeret, o Perseguidor para buscar a carta Time Vault e ativá-la por turnos infinitos.[15]
  - Mono Blue Control (Controle Azul), que usa um grande conjunto de contrafeitiços, compra de cartas (Sede por Conhecimento), remoções (Verdade Reverberante) e uma condição de vitória como Tezzeret, o Perseguidor. Este estilo de deck é apelidada de "Draw-Go" (compra e passa o turno), porque a maioria das mágicas que seus jogadores utilizam são instantâneas projetadas para serem jogadas durante os turnos dos oponentes.
  - Blue-White Control (Controle Azul-Branco), que é semelhante ao Mono-Blue Control, mas apresenta mais cartas de controle de tabuleiro, como Cólera de Deus e Pacifismo.
  - Psicatogue, estilo complementado por compra de cartas como Fato ou Ficção e uma série de feitiços disruptivos.[16]
  - Astral Slide (Deslizamento Astral), que usa um grande número de cartas com a mecânica de reciclagem, incluindo cartas que adicionam benefícios adicionais, como Dragão Perpétuo e Despedaçar, para alimentar Deslizamento Astral e Fenda de Raios.[17]
  - Mono-Black Control (Controle Preto), que usa magias de remoção de criaturas como Sangue dos Inocentes e Escambo de Sangue para controlar o tabuleiro, e Cofres da Cabala para matar o oponente com magias como Consumir o Espírito.[18] Ele também pode usar cartas como Sonhos do Submundo para colocar um cronômetro de jogo.
  - The Deck (O Baralho), que usa feitiços de compra de cartas, como Fato ou Ficção, e cartas escolhem cartas no baralho, como Demonic Tutor para encontrar cartas poderosas que são altamente eficazes contra estratégias específicas (como The Abyss, Édito Diabólico e Equilíbrio), em conjunto com uma base de contra-feitiços para controlar o jogo e obter uma liderança insuperável.[19]

### Combo
Os baralhos de "combo" usam a interação de duas ou mais cartas (uma "combinação") para criar um efeito poderoso que ganha o jogo imediatamente ou cria uma situação que subsequentemente leva à vitória. Os decks de combo valorizam consistência, velocidade e resiliência: o deck deve ser confiável o suficiente para produzir o combo regularmente; o deck deve ser capaz de usar o combo rápido o suficiente para alcançar a vitória antes do oponente dominar o jogo; e o deck deve ser capaz de resistir à disrupções inimigas e ainda vencer.
- Exemplo de cartas: Lampejo, Gavinhas da Agonia, Esvaziar os Viveiros, Aluren, Servo do Pintor.
- Exemplo de decks: 
  - The Perfect Storm (A Tempestade Perfeita), que utiliza Ritual Sombrio e artefatos de mana para comprar cartas e conjurar Gavinhas da Agonia, ao mesmo tempo em que neutraliza às jogadas do oponente com Coagir e Força de Vontade. [20]
  - Painter Combo (Combinação do Pintor), que usa Servo do Pintor e escolhe a cor azul para permitir que Maldição do Elemental Vermelho destrua qualquer permanente ou anule qualquer feitiço, enquanto também permite que Triturador coloque todo o grimório do oponente em seu cemitério.[21]
  - Worldgorger Dragon Combo (Combinação Dragão Engole-Mundos), que gira em torno do loop infinito acionado quando o Dragão Engole-Mundos é reanimado do cemitério usando um encantamento como o Reviver Cadáver. O loop gera mana infinita, que então é usada para compra de cartas para finalizar a partida.
  - Belcher Combo, que usa rápida e eficiente aceleração de mana para jogar e ativar Canhão de Fogo dos Goblins, de preferência no primeiro turno. Como o deck tem dois ou menos terrenos, uma ativação de Canhão de Fogo dos Goblins quase sempre matará o oponente.
  - Hulk-Flash, que é dedicado a lançar Lampejo e colocar Brutamontes Multiforme em jogo e depois no cemitério, permitindo ao jogador encontrar uma combinação de criaturas que matará o oponente instantaneamente. Enquanto Pacto do Invocador e Pergaminho dos Mercadores são usados para encontrar as partes do combo, Força de Vontade e o Pacto de Negação protegem o combo.
  - Steel City Vault (Cofre da Cidade de Aço), que usa feitiços de compra de cartas, como Timetwister, para montar rapidamente o combo Time Vault-Chave Voltaica e ter turnos infinitos. A estratégia também usa várias cartas, como Força de Vontade e Rancor Antigo para lidar de forma eficiente com Bastão da Invalidação, a resposta mais eficaz para neutralizar o combo.
  - Hexmage Depths (Abismo da Maga Almadiçoadora), que usa Maga Amaldiçoadora Vampiresa para remover de forma os marcadores de Abismo Sombrio e colocar uma ficha de criatura 20/20 voadora indestrutível em jogo no primeiro turno.

### Midrange
Um deck Midrange (ou meio termo) típico tem um plano de jogo inicial de aumentar a mana disponível por turno enquanto controla as jogadas do oponente. Ele torna-se ameaçador apenas quando atinge uma média de quatro à seis manas disponíveis por turno. Um deck Midrange frequentemente buscará ser reativo e impedir estratégias de decks aggro, ao mesmo tempo em que é mais proativo contra estratégias de decks de controle. Coloquialmente, isso é conhecido como "ir além" do que o aggro e "não estender" sob decks control.
- Exemplo de cartas: Mestre de Caça da Derrubada, Thragueopresa, Ancião da Tribo Sakura.[22]
- Tipos de deck:
  - Jung Midrange (Meio termo Preto-Vermelho-Verde), um deck poderoso e flexível com praticamente zero fraquezas graças ao acesso às cartas mais poderosas que cada cor pode oferecer: da cor preta se tem Liliana do Véu e cartas de descarte como Capturar Pensamento e Inquisição de Kozilek; do vermelho se tem uma remoção confiável com Raio; e do verde algumas das melhores criaturas como Tarmogoyf e Lodo Necrófago.
  - Abzan Midrange (Meio termo Branco-Preto-Verde), que é semelhante ao Jund Midrange, mas troca a velocidade da cor vermelha pela segurança de cards brancos como Caminho para o Exílio, Almas Penadas e Rinoceronte de Cerco.
  - Jeskai Midrange (Meio termo Azul-Branco-Vermelho), que tem mais elementos para controlar o jogo, usando a Revelação da Esfinge para comprar um grande número de cartas e Reunir a Legião para encher o tabuleiro com fichas de criatura.
  - Temur Emerge (Emergir Verde-Azul-Vermelho), que aproveita a mecânica Emerge introduzida na expansão Eldritch Moon para usar com eficiência criaturas que aumentam a mana disponível por turno e sacrificá-las. Estas criaturas normalmente são Olho do Peregrino e Druida Primal, por suas habilidades de busca de terreno e por permitir ser sacrificadas para conjurar criaturas com Emerge, como Demônio das Profundezas Ancião, adquirindo maior vantagem no tabuleiro. E em consequência, nos turnos seguintes, busca-se tornar Emrakul, o Fim Prometido jogável no turno 7 e finalizar a partida.[23]
  - Tron, que tenta construir o trio de terrenos conhecido como "Urzatron" (Torre de Urza, Mina de Urza e Usina de Urza) o mais rápido possível e, em seguida, usa a enorme quantidade de mana para jogar cartas poderosas como Karn Liberto e Máquina a Vorme Espiralado já no turno 3.

## Estratégias Híbridas

### Aggro-Control
Aggro-control é um arquétipo híbrido que contém criaturas agressivas e elementos de controle de jogo. Esses decks tentam jogar ameaças rápidamente enquanto as protegem com feitiços baratos e disrupções leves por tempo suficiente para vencer. Frequentemente, são chamadas de estratégias de "tempo", pois são desenvolvidas com um senso de ritmo de jogo. Os jogadores Tempo procuram controlar o jogo desde o início e tirar vantagem de uma forte dominação do tabuleiro. Enquanto os decks puramente de controle buscam superar seus oponentes nas fases mais tardias do jogo, o tempo parece manter os oponentes em dominação desde o início.
- Exemplo de cartas: Mnemocensor Aviano, Ninja das Horas Tardias, Confidente Sombrio, Magus da Lua, Víbora de Ohran.
- Exemplo de decks:
  - Blue-Green Madness (Loucura Azul-Verde), que usa cartas como Mestiços Selvagens, Estudo Cuidadoso e Lógica Circular.[24]
  - Naya Lightsaber (Sabre de Luz Vermelho-Verde-Branco),que usa criaturas poderosas e disrupções, como Patrulheiro de Eos e Vingador Ajani, os quais também fornecem vantagem de cartas.[25]
  - RUG Delver (Investigador Vermelho-Azul-Verde), que usa cartas como Tarmogoyf, Pasmar e Tempestade Cerebral.[26]
  - Fish (Peixe), que diminui a mana disponível para o oponente usando cartas como Terras Ermas e Bastão da Invalidação juntamente com disrupções como Pasmar, Força de Vontade e Capturar Pensamento, para manter o oponente desequilibrado por tempo suficiente para que criaturas, como Tarmogoyf e Confidente Sombrio, ganhem o jogo.[27]
  - Bob and Gush, que compra cartas suficientes usando Confidente Sombrio("Bob") e Jorro e impede as jogadas do oponente com cartas como Força de Vontade e Perfurar Mágica.[28]
  - Delver (Investigador), que usa como ameaça a carta Investigador de Segredos juntamente com carta de disrupção como Fuga de Mana e Cone de Vapor.[29]

### Control-Combo
Control-Combo é um deck de controle que finaliza o jogo através de um combo, mas que também pode ocorrer rapidamente se necessário. Um subtipo notável do estilo Control-Combo é chamado de "prison" (prisão), que controla o jogo por meio da negação de recursos do oponente (normalmente por meio de um combo específico).
- Exemplo de cartas: Canto de Orim, Mana Drain, Goblin Soldador, Juramento dos Druidas.
- Exemplo de decks:
  - Stax (Impostos/Taxas), é um deck de "prisão" que usa cartas como Chaminé para destruir os recursos inimigos, Crisol dos Mundos para jogar novamente cartas que mantém Chaminé no jogo. Utiliza também Esfera de Resistência e Arame Emaranhado para diminuir a mana disponível por turno e impedi-lo de jogar qualquer mágica.[30]
  - Stasis (Estase), que tem como carta principal a Estase e também utiliza cartas como Cidade Esquecida ou Bumerangue.[31]
  - Scepter-Chant (Centro Cantante), que utiliza Cetro Isócrono e Canto de Orim para travar completamente as jogadas do oponente.[32]
  - Trix, que combina Ilusões de Grandeza e Doar, para gerar um custo cumulativo o qual o oponente não tenha escolha a não ser perder 20 pontos de vida.[33]
  - Oath (Juramento), utiliza Juramento dos Druidas e Pomar Proibido para jogar rapidamente uma enorme criatura como Tirano Cabeça-D'Água ou Soberano Dragão Avérneo no tabuleiro.[34]
  - Control Slaver (Controle Escravizador), acelera rapidamente a quantidade de mana disponível por turno para jogar Escraviza-Mentes no tabuleiro com Goblin Soldador, Remendar, ou Mana Drain.[35]
  - Drain Tendrils (Gavinhas Drenantes), que controla o jogo usando Mana Drain, Força de Vontade e Coagir enquanto compra cartas utilizando a combinação de Intuição mais Conhecimento Acumulado para preparar um uso letal de Gavinhas da Agonia.[36]

### Aggro-Combo
Os decks aggro-combo utiliza de criaturas agressivas que combinam entre si para ganhar no estilo "combo" com uma grande jogada. Por exemplo, decks de Afinidade da Devastação que vencem ao atacar com criaturas e ao sacrificar vários artefatos para Devastador Arconexo, finalizando o oponente com efeitos de Discípulo da Câmara.
- Exemplo de cartas: Berserk, Cadeia Alimentar, Ódio.

### Aggro-Control-Combo
Os decks aggro-control-combo combinam eficiência em criaturas, elementos de disrupção e uma capacidade de sinergia extremamente poderosa que pode terminar o jogo no estilo "combo".
- Exemplo de cartas: Remendar, Sobrevivência do Mais Apto, Desejo Astuto, Necropotência.

## Análise aprofundada dos arquétipos
Além da perspectiva tradicional que agrupa os decks em formas gerais (aggro, control, midrange e combo), existem 2 outras perspectivas que dividem os arquétipos com o objetivo de descrever com mais precisão como os decks exploram realmente diferentes aspectos do jogo.

### Aspectos
A análise de aspecto elege 3 características muito específicas lista os grupos como uma combinação deles. Para esta visão as principais estratégias são aggro, control e combo.  Segundo esta leitura combinações destas características e suas combinações espelhadas podem realmente existir e, portanto, geralmente não são agrupadas na mesma categoria geral. Um ótimo exemplo disso é control-aggro (também conhecido como midrange) vs aggro-control (conhecido como tempo). A partir destes atributos básicos, diferentes estratégias são extraídas, dependendo do tipo de utilização das cartas do deck em questão. As características básicas seriam:
- Linear ou não-linear: a linearidade aumenta e diminui de acordo com o nível de interação necessária com as jogadas oponente.
- Justo ou injusto: a característica de justiça aumenta de acordo com a capacidade de transferir vantagem para o tabuleiro diretamente e gerar interações que não criem vantagem de cartas, executando trocas "justas" de cartas um por um. Também torna-se injusto na medida em que a vantagem de jogo não se transfere diretamente para o tabuleiro e suas cartas tem maior valor de utilidade, ou de gerar vantagem de cartas, para só então desenvolver o jogo para vitória.
- Início de jogo ou fim de jogo: quando mais um deck busca colocar um cronômetro de jogo e alcançar a vitória rapidamente, pressionando o oponente, mais o deck será de início de jogo. Já os decks de fim de jogo tendem a buscar sobrevivência inicial até alcançar o estágio onde a sinergia de suas cartas estejam estabelecidas ou até que possam jogar cartas de custo alto para finalizar o jogo.

### Análise de Eixo
A análise de eixos estratégicos agrupa os diferentes tipos de decks em diferentes combinações dos eixos listados abaixo. Esta visão tende à sobrepor à Análise de aspectos.
- Ameaças vs Respostas: ameaças são jogadas que podem vencer o jogo se não houver resposta imediatas, às vezes inclui a ideia de ameaças menores que se combinam para formar uma ameaça maior. Uma resposta é uma jogada que neutraliza uma ameaça.
- Velocidade vs Inevitabilidade: decks de velocidade buscam ganhar o jogo rapidamente buscando sempre encurtar o cronômetro de jogo. Já decks de inevitabilidade criam condições para estender a sobrevivência do jogador e, desta forma, criar condições para uma vitória inevitável.
- Repetição vs Singularidade: decks redundandantes possuem sua condição de vitória em diversas cartas que desempenham a mesma função no jogo. Já decks singulares buscam cartas específicas para finalizar seus oponentes.

## Filosofia atualizada de desenvolvimento
Tradicionalmente, os decks aggro são vistos vantajosos sobre decks de controle, os decks de controle com uma vantagem sobre o combo e o combo com uma vantagem sobre o aggro. Os desenvolvedores têm procurado tornar os feitiços de alto custo mais poderosos e também incentivam mais o combate entre criaturas - um deck agressivo deve se preocupar em bloquear e opor criaturas até mesmo contra decks de controle e decks de combo. Para esse fim, Zac Hill descreveu uma divisão ideal é estruturada de forma que:
- Midrange possua vantagem contra Aggro.
- Aggro possua vantagem contra Control.
- Control possua vantagem contra Combo.
- Combo possua vantagem contra Midrange.

Cada uma dessas 4 categorias idealmente ocuparia cerca de 25% das melhores estratégias disponíveis.